# O Cangaceiro do Futuro
O Cangaceiro do Futuro é uma série de comédia brasileira, dirigida por Halder Gomes e Glauber Filho e com roteiro de Chico Amorim, Paulo Leierer, Clara Deak, Lucas de Rosa e Halder Gomes, com produção de Mayra Lucas e Carolina Alckmin, pela GLAZ Entretenimento. A série conta com sete episódios, lançada pela Netflix em 2022.

## Enredo
A série começa em 2021, onde Virguley (Edimilson Filho) vive apertado com as contas e sem moral em São Paulo, fazendo apresentações na capital como Lampião, por sua semelhança com o cangaceiro, tendo o desejo de se tornar milionário e retornar ao Nordeste. Ao se envolver em uma briga, leva uma pancada na cabeça que o transporta para o ano de 1927, no meio do cangaço e é confundido pela população com Lampião. Aproveitando-se dessa confusão, Virguley começa a agir como se fosse o verdadeiro Rei do Cangaço e decide reunir um grupo, tendo nele sua paixão, Mariá (Chandelly Braz) para ganhar poder na cidade e aproveitar esse momento, até encontrar com o verdadeiro Lampião, o Lampião.

## Elenco
- Edmilson Filho como Virguley
- Chandelly Braz como Mariá
- Dudu Azevedo como Rufino
- Frank Menezes como Padre Cícero
- Fábio Lago como Coronel Tibúrcio
- Evaldo Macarrão como Frei Menino
- Haroldo Guimarães como Loquedau
- Max Petterson como Amaro
- Valéria Vitoriano como Zulmira
- Solange Teixeira como Escandalosa
- Carri Costa como Weisy
- Larissa Goes como Parachoque
- Monique Hortolani como Amália
- Mariana Costa como Amélia
- Mateus Honori como Jararaca
- André Campos como Brinquedo do Cão
- Roberta Wermont
- Bolachinha como Vigia de Maquete
- Thiago Matso como Zozozo
- LC Galetto como Chico Chicotinho
- Victor Alen
- Nairton Santos como Canjica
- Amadeu Maya como Fastioso
- Jorge Ritchie como Trabuco Veio
- Tadeu Mello como Ribanelson
- Edglê Lima como Cordelista

## Produção
A série começou a ser gravada na cidade de Quixadá, distrito de Juatama, no Estado do Ceará no início de novembro de 2021, e terminou de ser filmada em fevereiro de 2022 em São Paulo. Parte das gravações foram feita em uma mini-cidade cenográfica ainda na cidade de Quixadá, construída para a série devido à pandemia de COVID-19.
O projeto fará parte do projeto da Netflix, Mais Brasil na Tela que traz a plataforma mais séries produzidas no país e fomenta o mercado. Sobre o fomento em grande escala para o projeto, Halder Gomes fala da importância de se levar grandes nomes da cultura popular para diversos locais do Brasil, "É um orgulho levar um símbolo da história e cultura do Nordeste para vários cantos do Brasil e do mundo. O universo do cangaço é um oceano inesgotável de inspiração e um desejo antigo de levar ao público um olhar particular da comédia sobre o assunto." A série será lançada em 2022 e terá 7 episódios com 30 minutos de duração cada. Conta com a produção da GLAZ Entretenimento.

## Processo
Expedita Ferreira Nunes, filha de Lampião com Maria Bonita, processou a Netflix pela empresa não tê-la consultado para a criação da série.